# Argentina Austral
Argentina Austral fue una revista mensual publicada en Buenos Aires entre 1929 y 1968.

## Origen
El primer número se editó en junio de 1929, como órgano de difusión de una importante firma comercial argentino-chilena ─la Sociedad Anónima Importadora y Exportadora de la Patagonia (conocida popularmente como La Anónima)─, y con el tiempo logró insertarse rápidamente en el sur. La finalidad de la revista fue planteada como un escaparate de las riquezas de la Patagonia en el país y en el extranjero, así como revalorizar y enfatizar la vida de los pobladores australes.
Su origen fue motivado no solo por razones comerciales, sino en parte por una necesidad de la empresa -y los grandes ganaderos patagónicos- de relegitimar su lugar en la sociedad por su participación en la represión  de la huelga de peones rurales ocurrida en Santa Cruz a fines de 1921, que fuera denunciada por José María Borrero en su libro La Patagonia Trágica, editado en 1928. Con el tiempo, la vinculación de la revista con la compañía original se fue atenuando, considerándola como parte de la proyección cultural de la sociedad patagónica y defensora de sus habitantes ante el gobierno nacional. La revista se convirtió en un eficiente medio de difusión y circulación de ideas en los ambientes culturales, profesionales y económicos de la Patagonia, e incluso, Buenos Aires.

## Edición
Era una revista de distribución gratuita ─se entregaba en los almacenes de La Anónima─, de la cual se editaron 434 números con periodicidad mensual, agrupados en 37 tomos. Hacia el año 1931 tenía una tirada de 5.000 ejemplares que se distribuían por todo el sur, Buenos Aires e incluso el extranjero. Entre los años 1939 y 1941 la revista interrumpió su publicación, sin que se conozcan -ni la revista especificara- las causas. El último número se publicó en junio de 1968, en momentos en que la compañía madre presentaba dificultades económicas que conllevaron la venta de campos y su reorientación de sus almacenes en supermercados.
La revista se destacó desde sus orígenes por su periodicidad de aparición ─algo no común en las revistas de la época en la Patagonia─, gran calidad técnica, con hojas de papel acerado, ilustraciones y grabados y un número de páginas que oscilaba entre 50 y 75, como si fuera un pequeño libro.

## Contenido
Por sus páginas, a lo largo de sus casi cuatro décadas de vida, se presentaron, analizaron y discutieron diversas problemáticas agropecuarias, jurídicas y políticas del sur, siempre a partir de los grupos de poder que representaba, esto es la propia empresa Importadora y Exportadora de la Patagonia, los grandes comerciantes y ganaderos que detentaban el poder económico en el territorio austral. En este sentido, la revista fue un claro exponente de los intereses y preocupaciones de estos sectores frente al gobierno nacional, manteniendo una interesada distancia de los diferentes gobiernos con los que convivió a lo largo de casi 40 años, más allá de ciertas convergencias y afinidades ideológicas con algunos de ellos.
Las temáticas abarcadas por la revista pueden hacen que se la considere de interés general, con artículos sobre la geografía y la historia patagónica, una galería de personajes ilustres, notas de columnistas o de opinión sobre problemáticas agrarias, reportajes y reseñas de libros; así como referencias a la propia revista y La Anónima, como homenajes, banquetes y festejos, fotos de celebraciones y retratos de jóvenes y niños de las localidades en las que actuaba la Sociedad. También se solían reproducir discursos oficiales, proyectos de ley, viajes de funcionarios nacionales o se analizaban  medidas económicas o políticas, sentado postura a través de editoriales, en los que la revista se expresaba, a favor o en contra de las decisiones tomadas por el gobierno nacional.
Por la revista pasaron un gran número de periodistas, investigadores, militares y personas interesadas en la región Patagónica, en general, personas que tenían algún vínculo con la empresa madre. Entre las personas que participaron en la revista se hallan: Tomás del Pozo, Enrique Campos Menéndez, Ricardo Fisch, Armando Braun Menéndez; Carlos Borgialli, Juan Hilarion Lenzi, Lorenzo Amaya, Reynaldo Ravazzoli, Miguel Marienhoff, Leoncio Deodat y Raul Entraigas, entre otros. En general, no dialogó en gran medida con otros medios, excepto con aquellos con los que se encontraba más cerca en el plano ideológico: los Anales de la Sociedad Rural Argentina o de los diarios nacionales La Prensa y La Nación, de los cuales a veces reproducían o comentaban noticias. A nivel regional, tenían vínculos con los periódicos La Unión y El Nacional de Río Gallegos; o El Chubut de Trelew.